# Arkadijiwci
Arkadijiwci (ukr. Аркадіївці) – wieś na Ukrainie, w rejonie chmielnickim obwodu chmielnickiego.